# Allodape microsticta
Allodape microsticta är en biart som beskrevs av Cockerell 1934. Allodape microsticta ingår i släktet Allodape och familjen långtungebin. Inga underarter finns listade i Catalogue of Life.